# Bye Bye Birdie (film)
Pour les articles homonymes, voir Bye Bye Birdie (homonymie).
Pour plus de détails, voir Fiche technique et Distribution.
Bye Bye Birdie est un film musical américain réalisé par George Sidney, sorti en 1963. Il est adapté de la comédie musicale homonyme créée en 1960 à Broadway.

## Synopsis
À New York, Albert F. Peterson (Dick Van Dyke) aime sa secrétaire Rosie Deleon (Janet Leigh) mais n'ose pas l'avouer à sa mère, Mama Mae Peterson (Maureen Stapleton) de peur de la bouleverser. C'est une mère juive très possessive ! Auteur de chansonnettes, il rêve de succès. 
L'une de ses compositions est choisie par Conrad Birdie (Jesse Pearson), chanteur très populaire auprès des adolescentes, pour être interprétée à la télévision dans le Ed Sullivan Show, avant qu'il ne parte faire son service militaire. À cette occasion un concours est lancé pour désigner l'adolescente qui lui donnera pour un médiatique baiser d'adieu. C'est la ravissante Kim McAfee (Ann-Margret) qui est choisie. Lors d'une répétition dans le gymnase, Conrad Birdie embrasse Kim, suscitant la jalousie du petit ami de Kim, Hugo Peabody (Bobby Rydell).

## Fiche technique
- Titre original : Bye Bye Birdie
- Réalisation : George Sidney
- Scénario : Irving Brecher d'après la comédie musicale Bye Bye Birdie de Michael Stewart (en)
- Musique : Charles Strouse et Johnny Green (non crédité)
- Chorégraphie : Onna White et Gower Champion
- Direction artistique : Paul Groesse
- Décors : Arthur Krams
- Costumes : Pat Barto et Ed Ware
- Photographie : Joseph F. Biroc
- Montage : Charles Nelson
- Production : Fred Kohlmar
- Sociétés de production : Columbia Pictures et Kohlmar-Sidney Productions
- Pays :  États-Unis
- Langue : anglais
- Format : couleur (Technicolor) - 35 mm (Panavision) - 2,35:1 - son mono / stéréo 4 pistes (RCA Sound Recording) 
  - Version 70 mm  (Panavision 70) - 2,20:1 - stéréo 6 pistes (RCA Sound Recording)
- Genre : film musical
- Durée : 112 min
- Dates de sortie : 
  - États-Unis : 4 avril 1963
  - France : 10 juillet 1963

## Distribution
- Janet Leigh : Rosie DeLeon
- Dick Van Dyke : Albert F. Peterson
- Maureen Stapleton : Mama Mae Peterson
- Jesse Pearson : Conrad Birdie
- Ann-Margret : Kim McAfee
- Bobby Rydell : Hugo Peabody
- Paul Lynde : Harry McAfee
- Mary LaRoche : Doris McAfee
- Michael Evans (en) : Claude Paisley
- Robert Paige : Bob Precht
- Gregory Morton : le maestro Borov
- Bryan Russell : Randolph McAfee
- Milton Frome : M. Maude
- Frank Sully : le barman chez Maude
- Ed Sullivan : lui-même
- Ray Bloch et son orchestre

## Production

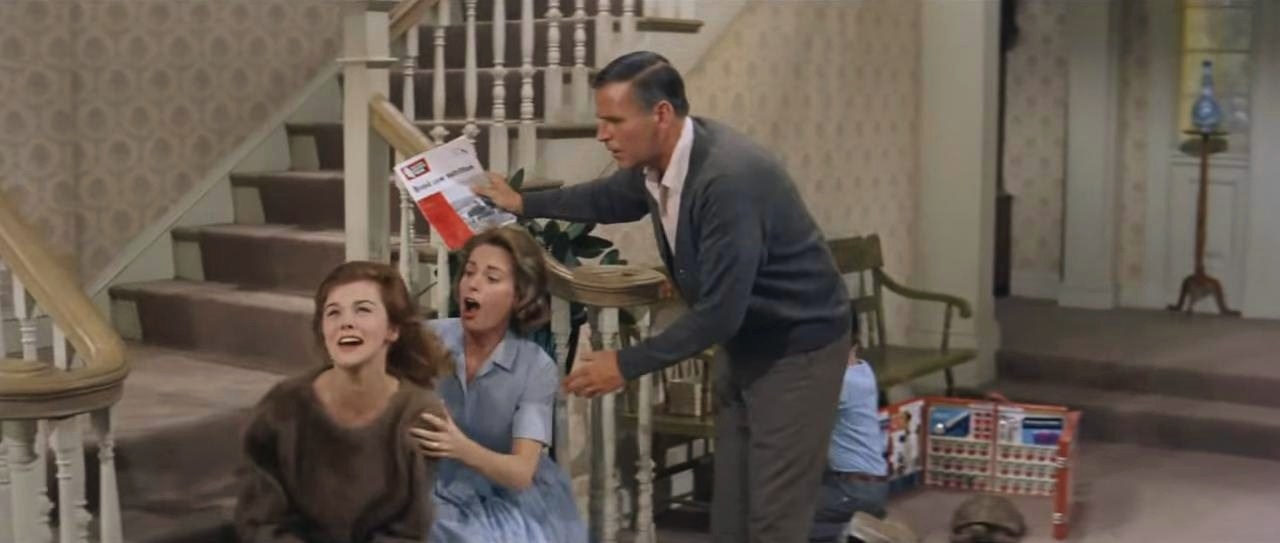
Ann-Margret, Mary LaRoche et Paul Lynde.

## Autour du film
- Si Dick Van Dyke et Paul Lynde reprennent les rôles qu'ils ont créés sur scène, Chita Rivera est écartée au profit de Janet Leigh, tout comme elle l'a été du rôle d'Anita dans l'adaptation de West Side Story au profit de Rita Moreno deux ans plus tôt.
- Lors du deuxième épisode de la troisième saison de Mad Men, on peut voir plusieurs fois la scène finale du film car Pepsi souhaitait l’utiliser comme publicité pour l’un de ses nouveaux produits.